# 瓜田あすみ
瓜田 あすみ（うりた あすみ、1993年1月6日 - ）は日本の元子役、元タレント。

## 略歴
- 2000年4月 - NHK教育テレビの『ひとりでできるもん!』に、みわ 役として2002年3月まで出演。
- 2003年4月 - NHK教育テレビの『スーパーえいごリアン』に2004年3月まで出演。

## 主な出演作

### テレビ
- 天までとどけ8 第10話（1999年、TBS）
- ひとりでできるもん!（2000年4月 - 2002年3月、NHK教育テレビ） - みわ 役
- スーパーえいごリアン（2003年4月 - 2004年3月、NHK教育テレビ）
- ウルトラQ dark fantasy　第22話「カネゴンヌの光る径（みち）」（2004年8月31日、テレビ東京系） - 京子 役

| スタブアイコン | サブスタブ | この項目は、まだ閲覧者の調べものの参照としては役立たない、俳優（男優・女優）に関連した書きかけの項目です。この項目を加筆・訂正などしてくださる協力者を求めています（P:映画/PJ芸能人）。 |